# Muzeum holokaustu v Seredi
Muzeum holokaustu v Seredi je specializované muzejní pracoviště na okraji západoslovenského města Sereď. Expozice muzea je umístěna v prostorách bývalého Koncentračného strediska pre Židov, jediného dochovaného bývalého pracovního a  koncentračního tábora z období Slovenského štátu. Muzeum, které bylo otevřeno v roce 2016, je organizační součástí Muzea židovské kultury v Bratislavě (MŽK). 
Účelem muzea je dokumentační, vzdělávací a vědeckovýzkumná činnost se zaměřením na antisemitismus v období Slovenského štátu a na holokaust. Zároveň slouží i jako památník zavražděným Židům ze Slovenska. Organizačně je zodpovědné i za údržbu zařízení a prostor užívaných MŽK mimo Bratislavu.

## Historie muzea
Muzeum bylo zřízeno na místě jednoho ze tří velkých bývalých židovských pracovních táborů, které fungovaly na území Slovenského štátu v letech 1941–1945. Během prvního roku existence tábora v Seredi toto zařízení fungovalo jako tábor pracovní, do kterého byli Židé soustředěni za účelem izolace a práce v místních dílnách. Po zahájení židovských transportů ze Slovenska na jaře 1942 se z tábora stal tábor tranzitní a v tomto režimu fungoval až do podzimu 1942. Tranzitní režim byl v táboře obnoven po německé okupaci Slovenska na podzim 1944.
Po válce sloužil areál bývalého tábora a jeho baráky jako kasárna československé, později slovenské armády.
Komplex pěti baráků bývalého tábora byl 12. května 2009 prohlášen za Národní kulturní památku pod evidenčním číslem 11604/1–6. V letech 2011–2013 pak probíhala jednání o celkové koncepci muzea. Hlavní část expozice vznikala během roku 2015.
Slavnostní otevření muzea proběhlo dne 26. ledna 2016 u příležitosti nadcházejícího dne památky obětí holokaustu, za účasti prezidenta Andreje Kisky, premiéra Roberta Fica, předsedy NR SR Petera Pellegriniho, ministra kultury Marka Maďariče, českého premiéra Bohuslava Sobotky a místopředsedy Knesetu Jicchaka Vaknina. Při otevření podal svědectví přeživší Naftali Fürst, v auditoriu se nacházelo vícero bývalých vězňů.
Dokončit projekt Stálé expozice Muzea holokaustu v Seredi se zavázala ve svém programovém prohlášení třetí vláda Roberta Fica. Financovaný byl z rozpočtové kapitoly Ministerstva kultury SR a částečně Ministerstva financí SR. Rekonstrukce budov a areálu tábora probíhala od roku 2009. Celková suma finančních prostředků na realizaci celého projektu byla 7,5 mil. eur.
V lednu 2020 začala přeměna budovy bývalé nemocnice v areálu muzea na depozitář SNM – Historického muzea.

## Expozice

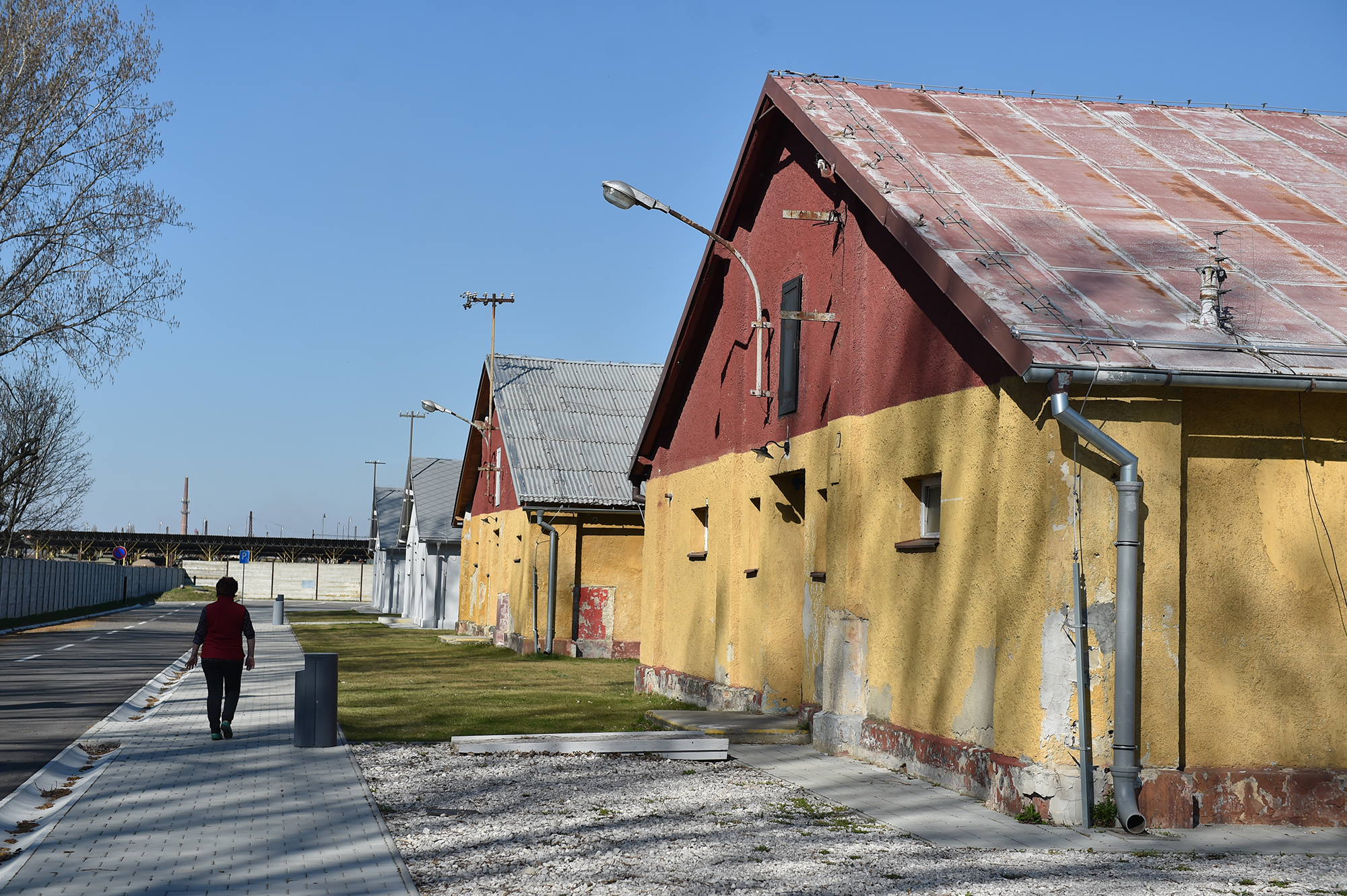
Táborové baráky

Expozice muzea jsou umístěny v pěti obnovených barácích. Součástí muzea je stálá expozice, ve které jsou vystaveny dobové dokumenty, fotografie a předměty související s tragickým obdobím řešení židovské otázky na Slovensku. Muzeum slouží i jako vzdělávací středisko, které nabízí výchovně‑vzdělávací akce, semináře a školení zaměřené na seznamování veřejnosti se židovskou kulturou. Cílem těchto programů a akcí je přiblížit život Židů na Slovensku a pomoci při získávání základních vědomostí o židovské komunitě s přihlédnutím k období holokaustu.
- První barák přibližuje řešení židovské otázky na Slovensku od vyhlášení autonomie v roce 1938 až po ukončení druhé světové války. Je zaměřená na propagandu a perzekuci Židů na území Slovenska.

- Druhý barák seznamuje s pracovními tábory. Představuje informace o nezachovaných táborech v Novákách, Vyhních a stovkách malých středisek nucené práce, táborů a ghett pro Židy na Slovensku. Zaměřuje se i na Židy v tzv. 6. pracovním praporu a na perzekuce, které probíhaly na slovenském území v období holokaustu, jako Kremnička a Nemecká. Součástí je i Památník – vzpomínková místnost, ve které si návštěvník může poslechnout jména deportovaných ze Slovenska.

- Třetí barák mapuje přechod od pracovního tábora ke koncentračnímu. Scénickou formou přibližuje život v uzavřeném prostoru, práci v manufakturách.[10]

- Čtvrtý barák mapuje antisemitská nařízení na Slovensku, deportace, včetně ukázek dobových listů žadatelů o udělení výjimky z deportací. Příběh útěku Alfréda Wetzlera a Rudolfa Vrby. Hlavní koncentrační a vyhlazovací tábory, do kterých byli Židé deportováni, především tábory nacházející se na nacisty okupovaném území Polska (Auschwitz, Auschwitz-Birkenau, Majdanek, Sobibór, Bełżec, Treblinka), na území Třetí říše a okupovaných častí Evropy (Dachau, Buchenwald, Ravensbrück, Mauthausen, Sachsenhausen, Bergen-Belsen, Terezín). Poslední část expozice zobrazuje ty, kteří během války Židy zachraňovali a bylo jim uděleno vyznamenání Spravedlivý mezi národy.

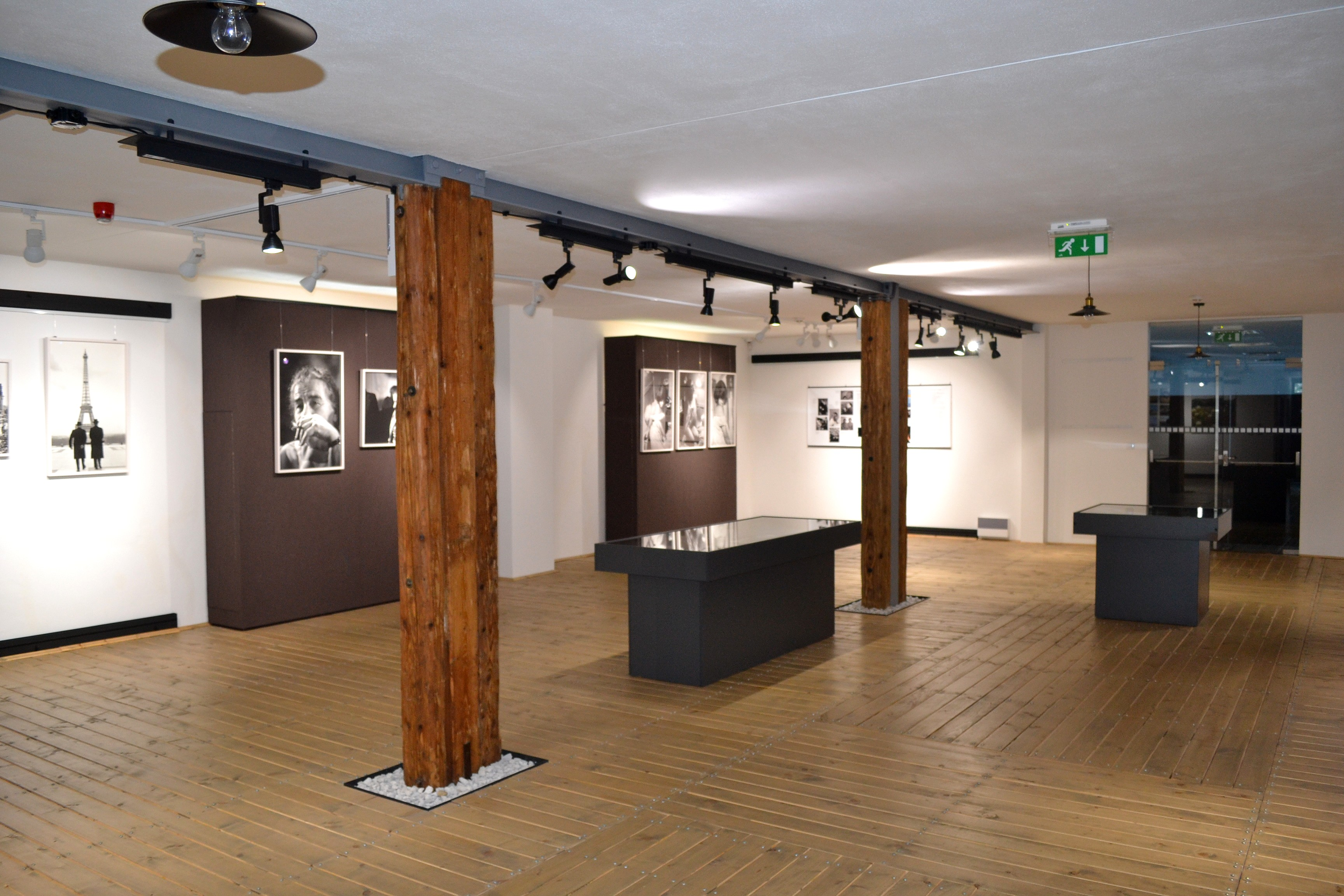
Výstava snímků rakouského fotografa Ericha Lessinga v pátém baráku

- Pátý barák je víceúčelový. Slouží k dočasným výstavám, kulturním akcím, vzdělávacím seminářům, či diskusím s přeživšími. Zároveň se využívá jako výuková místnost. Témata vzdělávání vycházejí z dobových materiálů a z výpovědí přeživších, které jsou promítané v audiovizuální podobě. Cílem vzdělávacích programů je předcházení všem formám diskriminace, rasismu, xenofobie, antisemitismu a jiným projevům intolerance ve společnosti.[11][12][13][14]